# Нагорний Микола Вікторович
Микола Вікторович Нагорний (нар. 15 лютого 1969) — український дипломат. Колишній посол України в Лівії та Тунісі, посол України в Єгипті з 9 березня 2022 року. Посол України в Судані за сумісництвом з 21 лютого 2023 року.

## Життєпис
Народився 15 лютого 1969 року в селі Іванівка, Ставищенського району Київської області. 1991 року закінчив Військовий інститут іноземних мов, перекладач-референт арабської мови та івриту. Володіє іноземними мовами: арабська, іврит.
У 1991—1993 — працював в системі Міністерства оборони СРСР.
З квітня 1993 до серпня 1993 — третій секретар відділу країн Близького і Середнього Сходу та Африки Управління двосторонніх відносин МЗС України.
Із серпня 1993 до серпня 1995 — третій секретар відділу країн Близького і Середнього Сходу Першого територіального управління МЗС України
Із серпня 1995 до квітня 1996 — другий секретар відділу країн БСС Управління Азії, Тихоокеанського регіону, Близького і Середнього Сходу та Африки МЗС України.
З квітня 1996 до травня 2000 — другий секретар Посольства України в Саудівській Аравії.
З травня 2000 до липня 2001 — другий секретар відділу країн АТР П'ятого територіального управління Департаменту двостороннього співробітництва МЗС України.
З липня 2001 до грудня 2005 — перший секретар, радник Посольства України в Сирійській Арабській Республіці.
З грудня 2005 до липня 2010 — радник, заступник директора третього територіального департаменту — начальник відділу країн Близького Сходу МЗС України.
16 липня 2010 до 15 червня 2020 року — посол України в Лівії. З 18 жовтня 2013 посол України в Чаді за сумісництвом.
З 19 березня 2015 року до 15 червня 2020 року — посол України в Тунісі за сумісництвом.
Призначений послом України в Єгипті 9 березня 2022 року.
21 лютого 2023 року призначений послом України в Республіці Судан за сумісництвом.

## Дипломатичний ранг
- Надзвичайний і Повноважний Посланник першого класу (2013)[9]
- Надзвичайний і Повноважний Посол України[10].